# Хацег
Хацег (рум. Haţeg, мађ. Hátszeg) град је у Румунији, у средишњем делу земље, у историјској покрајини Трансилванија. Хацег је град у оквиру округа Хунедоара.
По попису из 2002. у граду је живело 10.910 становника.

## Географија
Град се налази у крајњем југозападном делу историјске покрајине Трансилваније, близу историјске границе са Банатом. Од најближег већег града, Темишвара, Хацег је удаљен 165 км источно.
Хацег се образовао у долини реке Стреј, на надморској висини од приближно 315 метара. Око града се издижу Карпати.

## Становништво
У односу на попис из 2002., број становника на попису из 2011. се смањио.
| 1966. | 1977. | 1992.  | 2002.  | 2011. |
| ----- | ----- | ------ | ------ | ----- |
| 5.631 | 8.423 | 11.616 | 12.507 | 9.685 |

Матични Румуни чине већину градског становништва Хацега (око 95%), а од мањина у мањем проценту има Мађара и Рома. Мађари су почетком 20. века чинили половину становништва града.

## Галерија
- Православна Црква св. Николе
- Виша школа у Хацегу
- Градска синагога